# Morgan Threewheeler

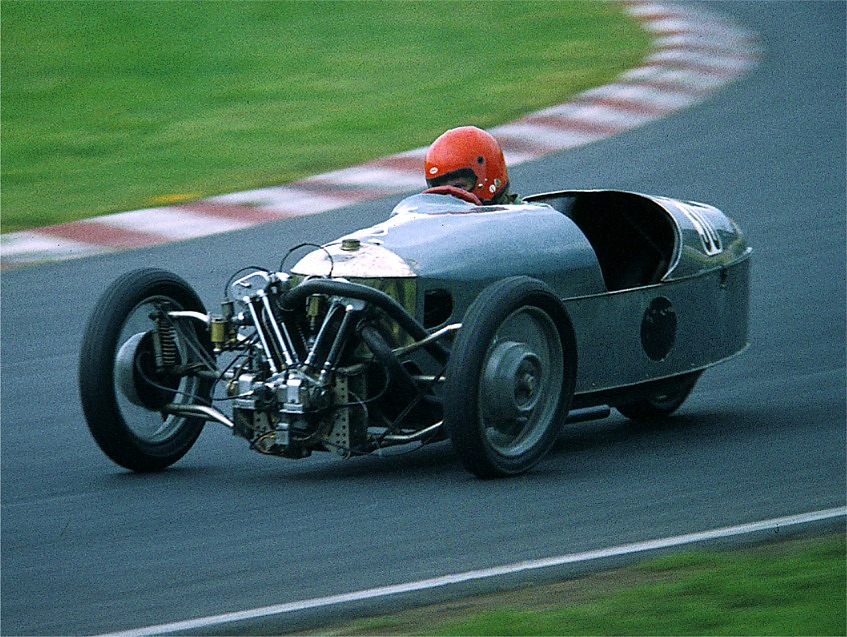
Morgan J.A.P., Baujahr 1932, beim Oldtimer-Grand-Prix 1977 auf dem Nürburgring (Start-und-Ziel-Schleife in 1:11,1 min = 106,05 km/h; auf der Zielgeraden 152 km/h)

Der Morgan Threewheeler ist ein britischer Roadster mit zwei Vorderrädern, nur einem Hinterrad und einem Zweizylinder-Frontmotor. Henry Frederick Stanley Morgan (* 1881 in Stoke Lacy Rectory, Hereford, † 1959) konstruierte den Prototyp in den Jahren 1908/09 und stellte sein erstes Modell, den einsitzigen „Morgan Runabout“, 1910 auf der Londoner Fahrrad- und Motorrad-Ausstellung der Öffentlichkeit vor. Obwohl es keinen Plan für eine Serienfertigung gab, war das Interesse an dem kleinen Wagen so groß, dass Morgan in neue Gebäude und Maschinen investierte und ihn produzierte. Bis 1952 wurde er mit nur kleinen Veränderungen gebaut.
Auf dem Genfer Auto-Salon 2011 präsentierte Morgan Motor eine moderne Neuauflage, die 2012 auf den Markt kam. Dieser 3-Wheeler hat ein 5-Gang-Schaltgetriebe von Mazda, statt des anfänglichen Zweiganggetriebes ohne Rückwärtsgang und des späteren Dreiganggetriebes.
Im Frühjahr 2016 wurde eine Variante mit Elektroantrieb vorgestellt, die im Juli desselben Jahres in einer ersten Auflage auf den Markt kam.

## Morgan Threewheeler (1910–1952)

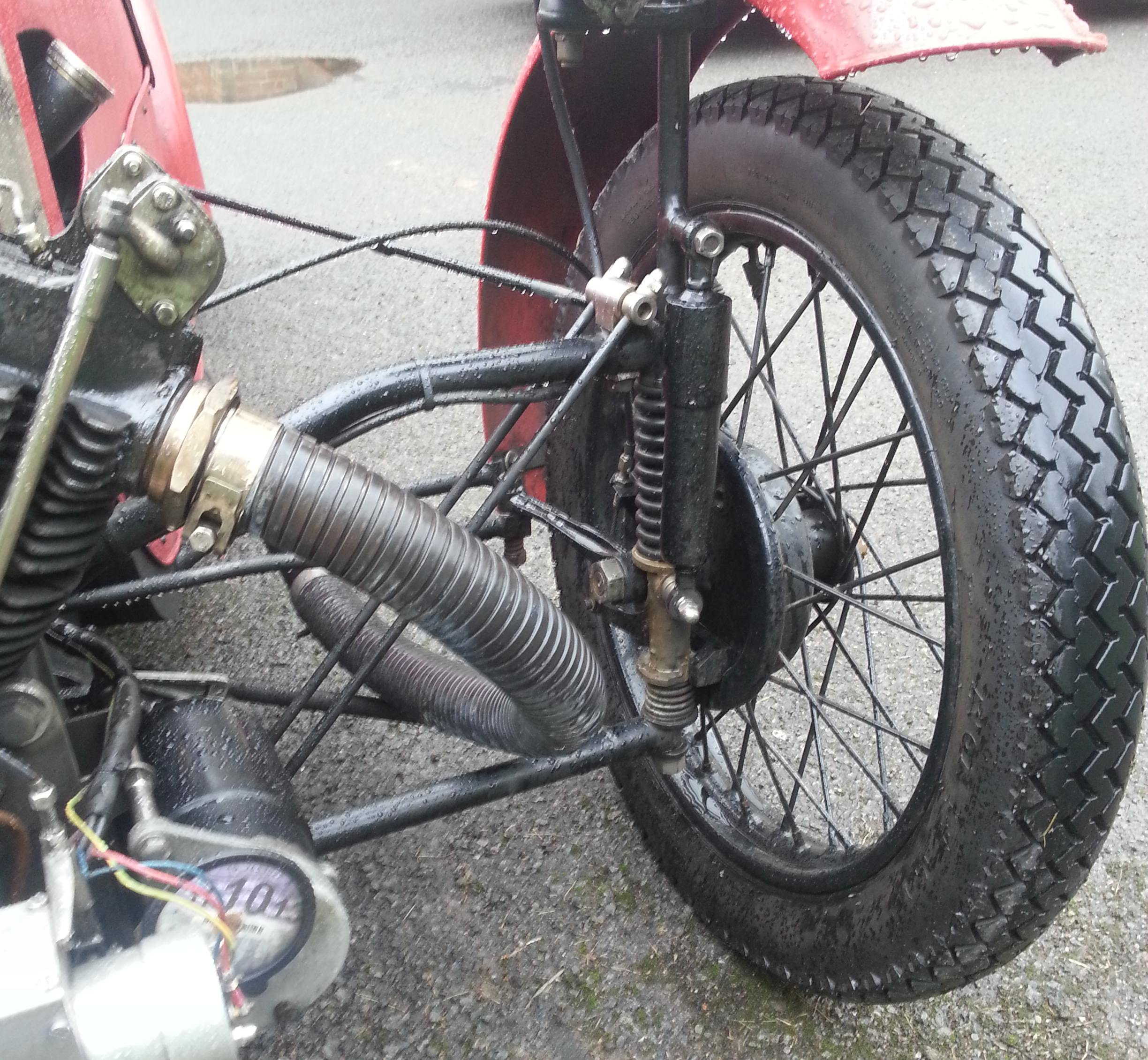
Vorderrad mit Aufhängung, Teleskopstoßdämpfer ist nicht serienmäßig

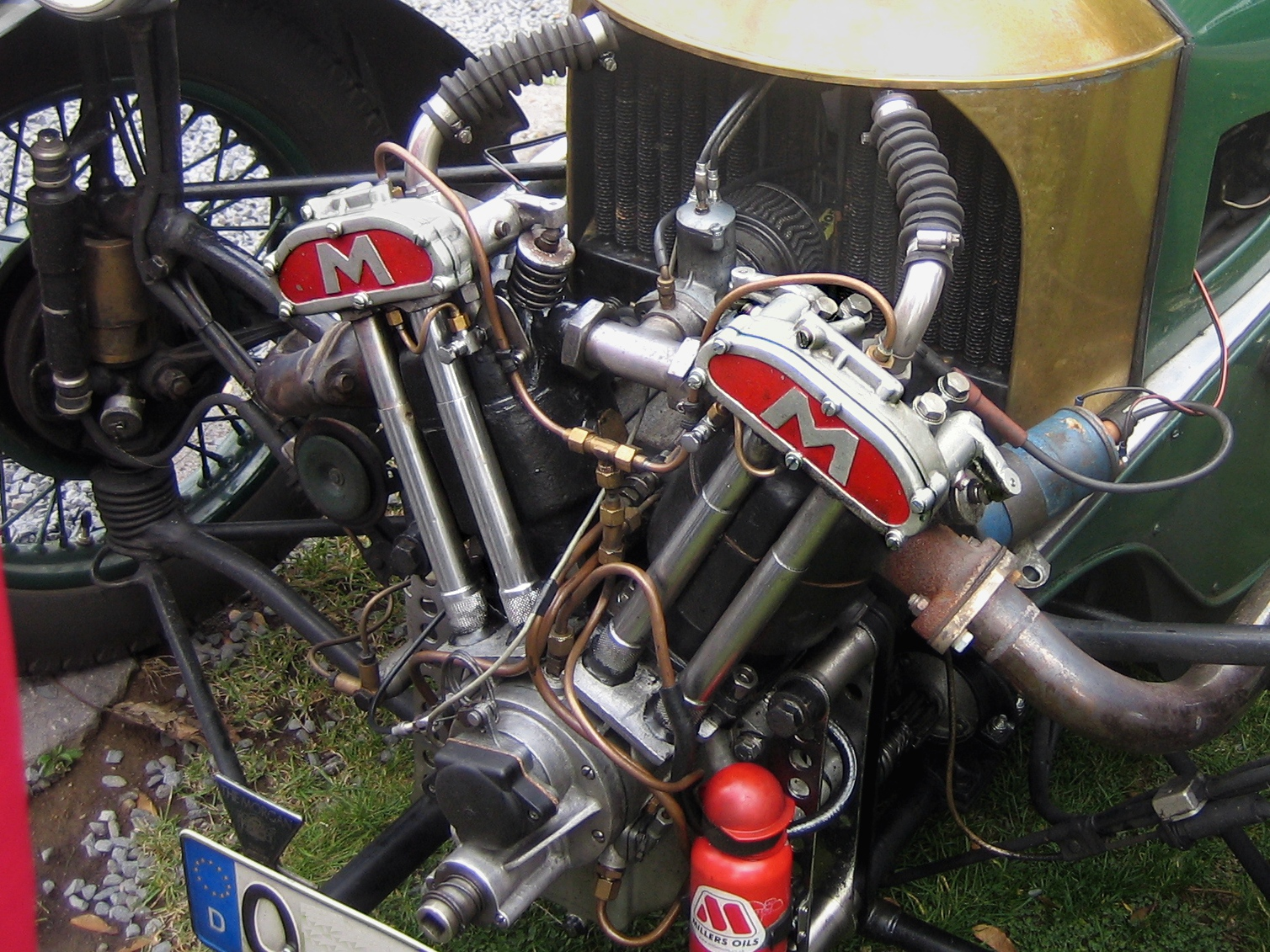
Wassergekühlter Matchless-Motor

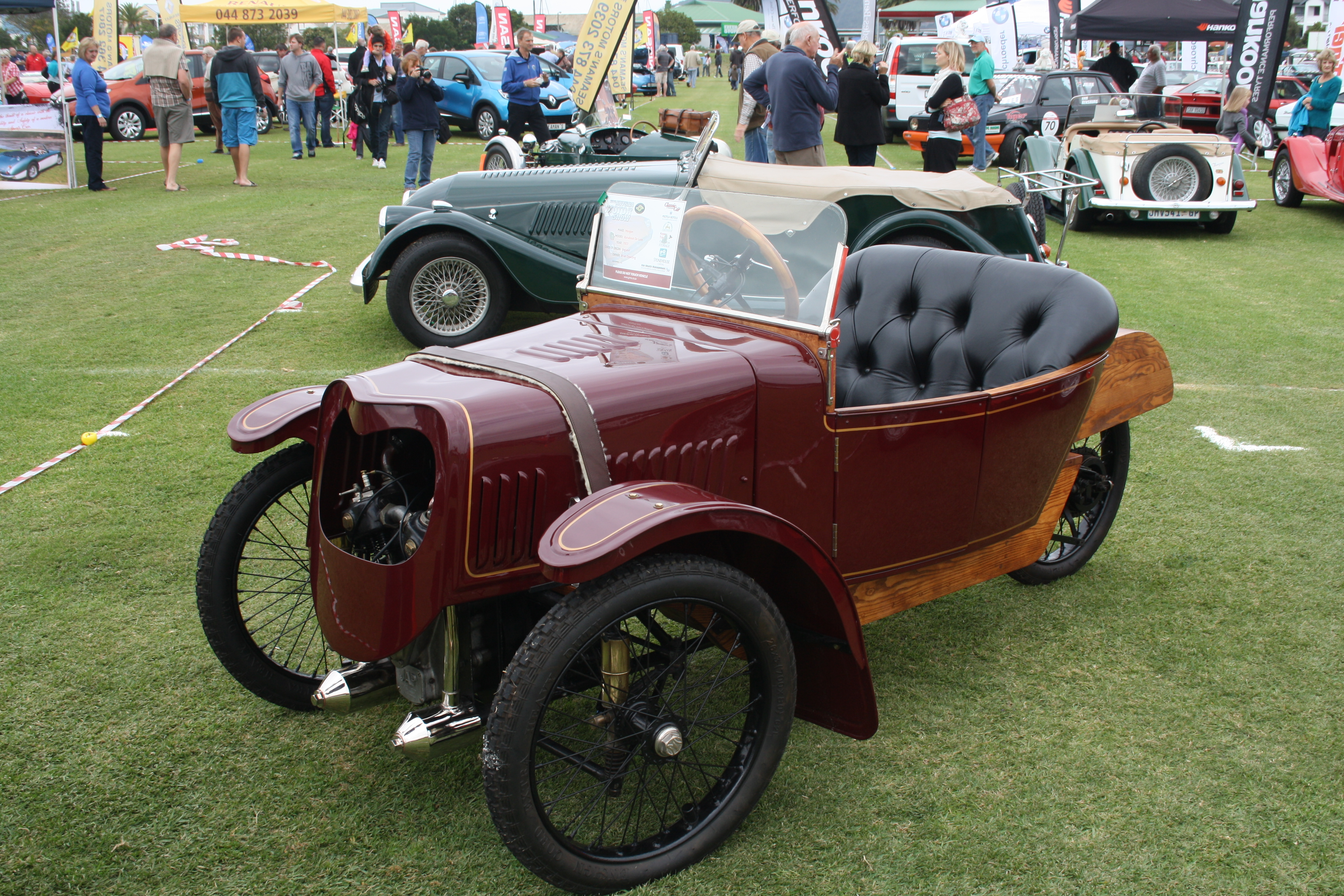
Morgan Runabout DeLuxe von 1923

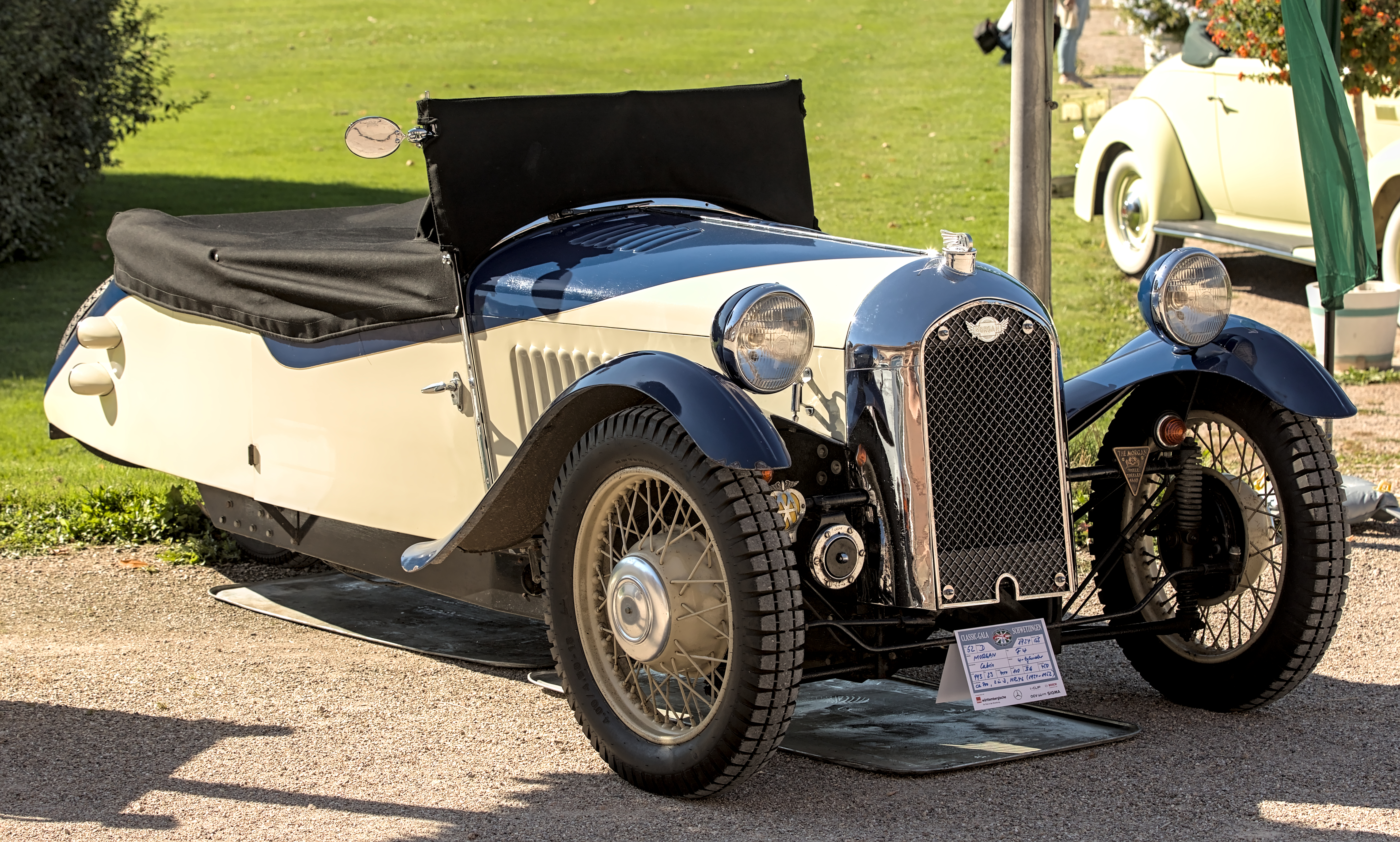
Morgan F4 von 1934

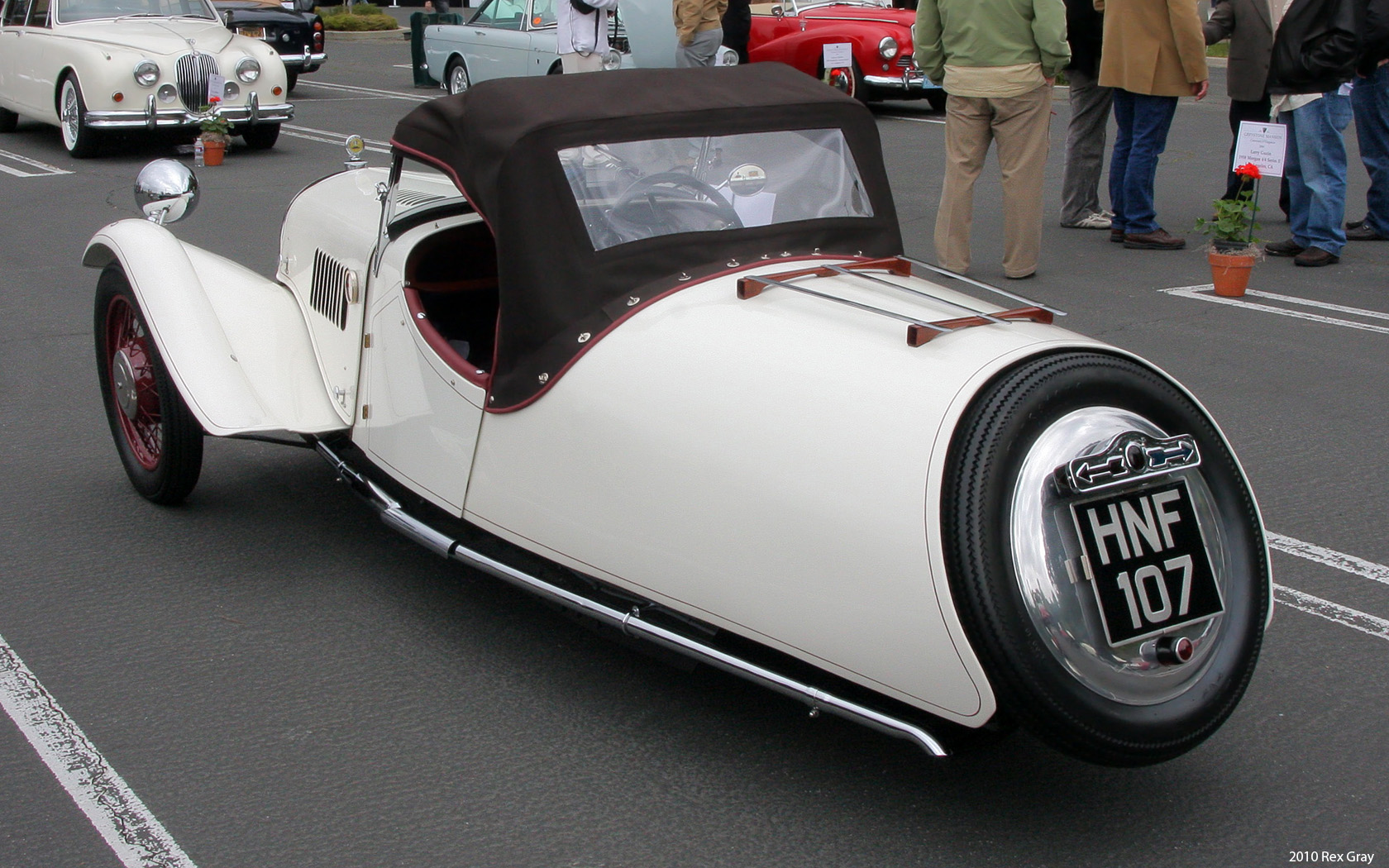
Heck eines Morgan F-Super von 1947

Die Morgan Threewheeler waren vorwiegend offene, zweisitzige Dreirad-Kraftfahrzeuge mit einer Stahlblechkarosserie ohne Türen.

### Rahmen und Fahrwerk
Der Rahmen bestand aus einem Zentralrohr und zwei zusätzlichen Längsträgern, mit denen die Karosserie verschraubt war. Die Vorderräder waren einzeln nach einem Patent von Morgan an Geradführungen  mit Schraubenfedern aufgehängt. Auf senkrechten runden Führungssäulen liefen Gleitbuchsen mit den Achsschenkeln. Zum Lenken konnten die Buchsen auf den Säulen verdreht werden. Sie stützten sich an Schraubenfedern ab. Eine ähnliche Konstruktion verwendete auch Lancia nach dem Ersten Weltkrieg. Hinten gab es eine Zweiarm-Längsschwinge mit Viertelelliptikfedern. Die Räder werden – trotz der schmalen Form – wie in einem Pkw-Fahrwerk vertikal geführt; der Wagen neigt sich in Kurven etwas nach außen. Das Fahrzeug war wenig mehr als drei Meter lang und etwa 1,50 Meter breit.

### Motor und Getriebe
Der Threewheeler wurde mit Motoren verschiedener Hersteller geliefert. Morgan selbst benutzte einen Motor von Peugeot für seinen Prototyp. Bis zum Ersten Weltkrieg wurden häufig Motoren von J.A.P., Blumfield und Precision verwendet und danach von MAG, J.A.P., Anzani und Blackburne. Nach dem Zweiten Weltkrieg wurden nur noch wenige Fahrzeuge gebaut, unter ihnen war eine größere, hauptsächlich für den Export bestimmte Anzahl mit Motoren von Matchless. Es war grundsätzlich ein langhubiger, entweder luft- oder wassergekühlter Zweizylinder-Viertakt-V-Motor mit zentraler Nockenwelle, der bei den meisten Fahrzeugen ohne Verkleidung vorn eingebaut war und dadurch im Fahrtwind lag. Der Kühler war hinter dem Motor platziert. 1935 brachte Morgan den F4 und den F-Super auf den Markt. Diese Fahrzeuge hatten einen geschlossenen Motorraum mit Kühler vorn und einem seitengesteuerten Vierzylinder-Reihenmotor von Ford dahinter. Die gleichen Motoren wurden auch im Ford Modell Y (8 HP) und im Ford Ten (10 HP) eingebaut. Für diesen Umbau wurde der Radstand auf ca. 2514 mm (8 foot und 3 inch) verlängert.
Eine im Zentralrohr laufende Antriebswelle übertrug die Kraft vom Motor an das vor dem Hinterrad eingebaute Getriebe.
Bis 1931 hatte der Threewheeler ein Zweiganggetriebe ohne Rückwärtsgang mit einer separaten Antriebskette für jeden der beiden Gänge und zwei Klauenkupplungen zum Schalten. Ab 1932 hatten die Fahrzeuge Dreiganggetriebe und nur noch eine Antriebskette. Geschaltet wurde mit einem Hebel in Fahrzeugmitte. Am Anfang gab es zwei Außenbandbremsen am Hinterrad, ab 1923 waren auch seilzugbetätigte Bremsen an den Vorderrädern lieferbar. Später bekamen alle drei Räder Innenbacken-Trommelbremsen, wobei die Fußbremse mit Seilzug auf das Hinterrad wirkt, die Handbremse auf die Vorderräder, ebenfalls mit Seilzug.

### Fahrleistungen
Durch das geringe Leergewicht von etwa 410 kg bis 460 kg je nach Modell und Baujahr waren die Threewheeler schnell und erreichten mit einer Motorleistung von etwa 40 PS (29 kW) in serienmäßiger Ausführung eine Höchstgeschwindigkeit von etwa 130 km/h. Außer den offenen Sportzweisitzern baute Morgan den Threewheeler als Cabriolet mit Klappverdeck und Motorhaube, als Lieferwagen und als Viersitzer – zunächst mit zusätzlichen Sitzen für Kinder – sowie ab 1935 mit geändertem Chassis, Ford-Vierzylindermotor und mit Türen. Die Sportmodelle waren ab 1932 wahlweise mit einer Tür oder zwei Türen lieferbar, was jedoch die Verwindungsfestigkeit der Fahrzeuge beeinträchtigte.

### Markterfolg
Ein Threewheeler von 1935 mit wassergekühltem Zweizylindermotor und zwei Sitzen kostete £ 105. Allerdings kostete ein viersitziger Austin Seven in der Grundausstattung nur £ 7 mehr. Trotzdem galt es wohl als großer Vorteil, dass die Threewheeler mit einem Motorradführerschein gefahren werden konnten und wie ein Motorrad besteuert wurden. Lediglich £ 4 Road Tax, die Kfz-Steuer Großbritanniens, für ein Jahr waren 1935 zu entrichten.
Bereits 1945 nahm Morgan die Produktion der Threewheeler wie auch die der vierrädrigen Fahrzeuge wieder auf. Doch ein großer Absatz konnte nicht erreicht werden. In den sieben Jahren bis zur Produktionseinstellung wurden zum Beispiel vom F4 und F-Super noch 632 Fahrzeuge montiert. Das Ende kam mit dem Morgan Plus 4 von 1950. Die zunehmende Nachfrage nach diesem Typ führte 1952 dazu, dass die Produktion der Threewheeler eingestellt wurde, um die Stückzahl des Plus 4 vergrößern zu können.

## 3-Wheeler (2012–2021)

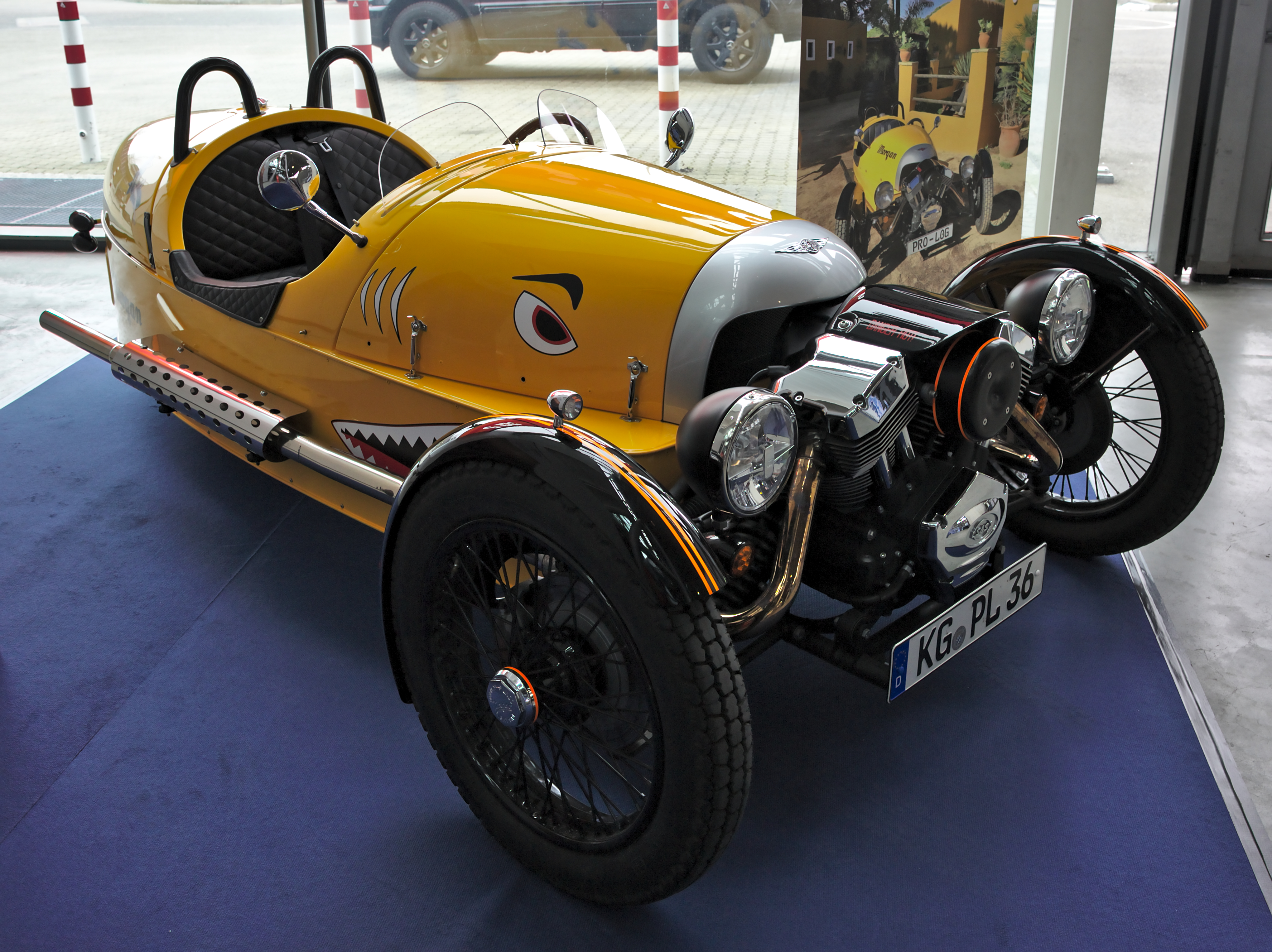
Neuer 3-Wheeler (2012–2021)

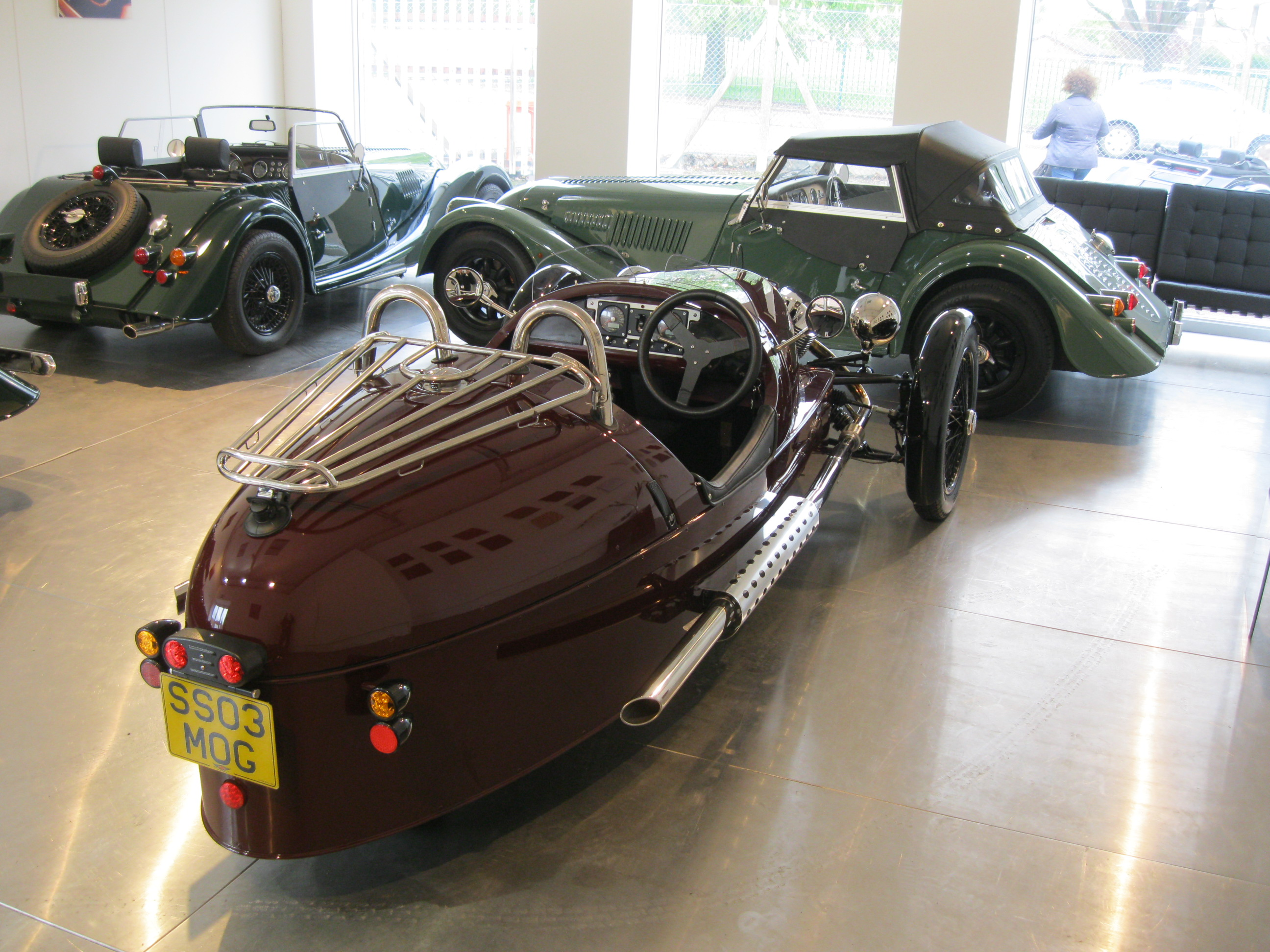
Heckansicht

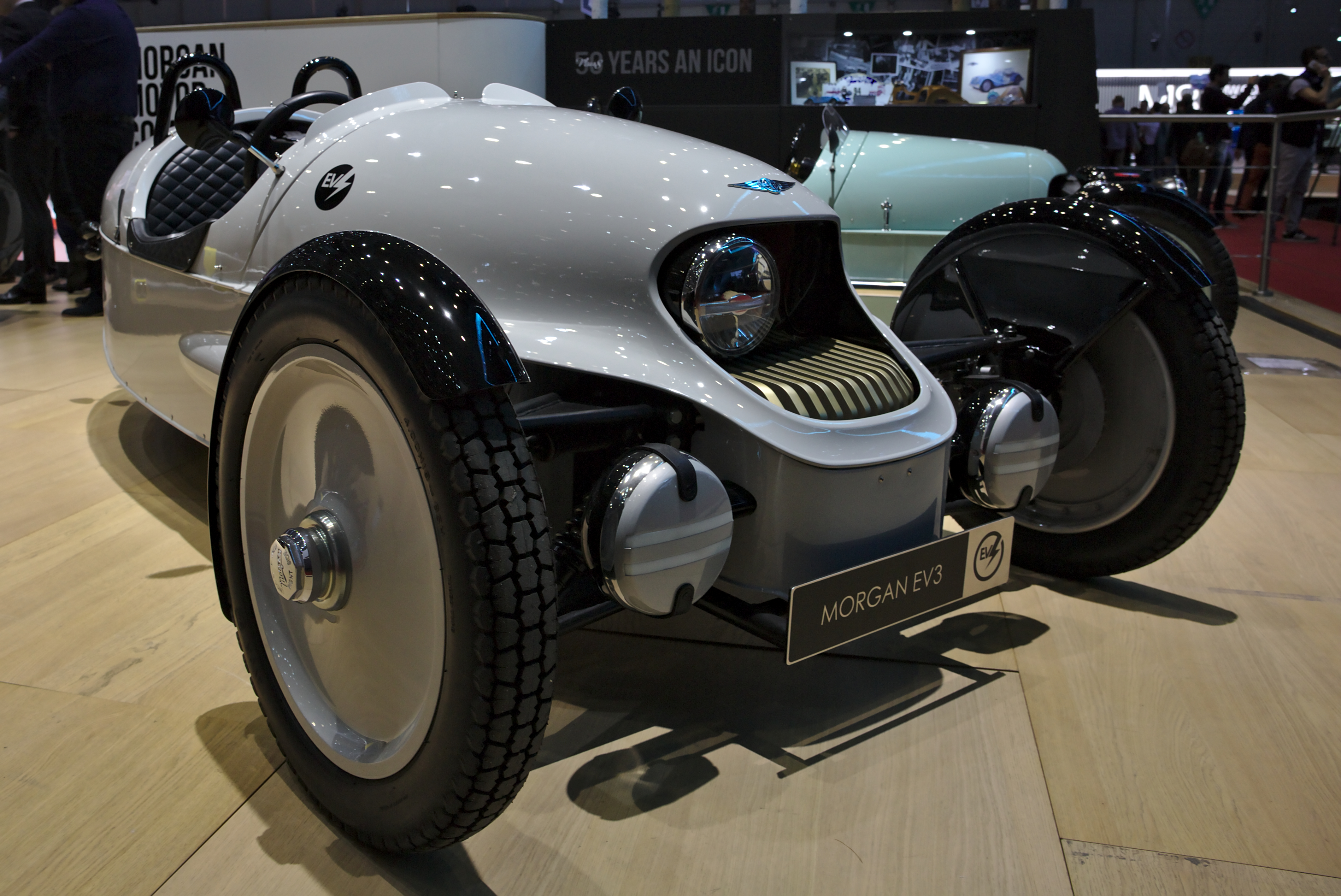
Morgan 3-Wheeler EV3 auf dem Genfer Auto-Salon 2018

Äußerlich ähnelt die Neuauflage des 3-Wheelers von 2012 dem Original. Vorn ist ein Zweizylinder-V-Motor mit zwei Liter Hubraum eingebaut, dessen Auspuffanlage wiederum als Sidepipes ausgeführt ist. Hersteller ist S&S in Wisconsin, der Zulieferer von Harley-Davidson. Die Vorderräder sind nicht mehr an der für Morgan patentierten Achse mit Geradwegfederung, sondern an doppelten Dreiecksquerlenkern aufgehängt. Die aus Aluminium statt Stahlblech gefertigte Karosserie ist nach wie vor spartanisch: ohne Windschutzscheibe, ohne Türen, ohne festes Dach, allerdings mit zwei Überrollbügeln zum Schutz der Insassen. Wie seit jeher wird auch der neue Threeweeler von Hand gebaut.
Auf dem Genfer Auto-Salon 2016 präsentierte Morgan eine elektrische Variante des neuen 3-Wheelers. Im Juli 2016 wurde berichtet, dass die Serienproduktion des 46 kW (63 PS) starken 3-Wheeler EV3 angelaufen sei. Diese UK 1909 Edition benannte Version entstand in Zusammenarbeit mit dem britischen Traditionswarenhaus Selfridges und war auf 19 Exemplare limitiert. Neben dem Fahrzeug gehören Fahrerstiefel, Handschuhe, Jacke, Schal und Regenschutz zum Gesamtpaket. Um ein Exemplar zu erhalten, muss der Kunde seinen Wohnsitz in Großbritannien haben und persönlich bei Selfridges anfragen. 2018 wurde bekannt, dass Entwicklungspartner Frazer Nash finanzielle Probleme hat. Daraufhin wurde die Elektroversion gestrichen. Rund 100 Kunden, die ihren elektrischen Threewheeler bereits angezahlt hatten, bekamen ihr Geld zurück.
Im November 2020 kündigte der Hersteller an, im Jahr 2021 die Produktion vorübergehend einstellen zu wollen. Aus diesem Anlass wurde auch die auf 33 Exemplare limitiere Sonderedition P101 Edition vorgestellt. Der Name bezieht sich auf den ursprünglichen Projektnamen P101 für das Fahrzeug. Als Nachfolgemodell wurde im Februar 2022 schließlich der Morgan Super 3 vorgestellt.
Technische Daten
|                                             | 3-Wheeler                  | EV3                   |
| Bauzeitraum                                 | 2012–2021                  | 2016                  |
| Motorkenndaten                              |                            |                       |
| Motortyp                                    | Zweizylinder- V-Motor      | Elektromotor          |
| Hubraum                                     | 1983 cm³                   | —                     |
| max. Leistung bei min−1                     | 61 kW (83 PS) bei 5250/min | 46 kW (63 PS)         |
| max. Drehmoment bei min−1                   | 140 Nm bei 3250/min        |                       |
| Kraftübertragung                            |                            |                       |
| Antrieb                                     | Hinterradantrieb           | Hinterradantrieb      |
| Getriebe, serienmäßig                       | 5-Gang- Schaltgetriebe     |                       |
| Maße und Gewicht                            |                            |                       |
| Länge × Breite × Höhe                       | 3225 × 1720 × 1000 mm      | 3225 × 1720 × 1000 mm |
| Leergewicht                                 | ca. 525 kg                 | ca. 525 kg            |
| Messwerte                                   |                            |                       |
| Höchstgeschwindigkeit                       | 185 km/h                   | 145+ km/h             |
| Beschleunigung, 0–100 km/h                  | 6,0 s                      | 9,0 s                 |
| Kraftstoffverbrauch auf 100 km (kombiniert) | 9,3 l Super                | —                     |
| CO2-Emissionen (kombiniert)                 | 215 g/km                   | —                     |
| Tankinhalt/Batteriekapazität                | 42 l                       | 20 kWh                |